# Gaudreville-la-Rivière
Gaudreville-la-Rivière település Franciaországban, Eure megyében. Lakosainak száma 228 fő (2022. január 1.). Gaudreville-la-Rivière Champ-Dolent, Glisolles, Les Ventes és Le Val-Doré községekkel határos.

## Népesség
A település népességének változása:
| Lakosok száma | 98   | 160  | 208  | 232  | 227  | 223  | 227  | 226  | 222  | 228  |
|               | 1968 | 1982 | 1990 | 2006 | 2013 | 2015 | 2017 | 2019 | 2020 | 2022 |